# Puliciphora collinsi
Puliciphora collinsi är en tvåvingeart som beskrevs av Ronald Henry Lambert Disney 1988. Puliciphora collinsi ingår i släktet Puliciphora och familjen puckelflugor. Inga underarter finns listade i Catalogue of Life.